# 雫石町立西山小学校

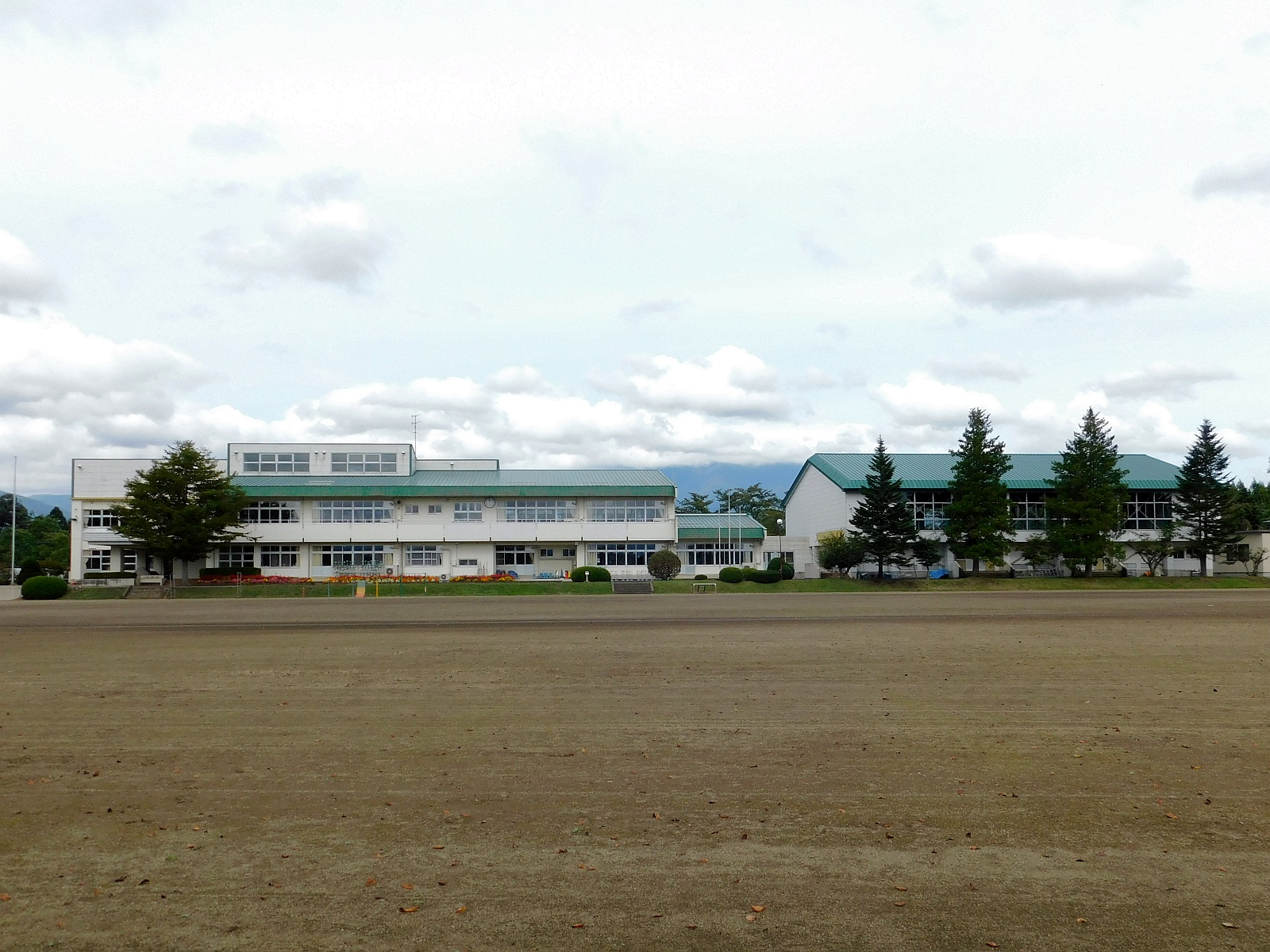
西山小学校の校舎遠景

雫石町立西山小学校（しずくいしちょうりつにしやましょうがっこう）は、岩手県岩手郡雫石町大字長山にある公立小学校である。

## 概要
- 本校は、上長山・下長山・西根の3小学校を統合し、2018年（平成30年）4月に開校した小学校である。主な進学先は、雫石中学校。

## 学校教育目標
- かしこく やさしく たくましく

## 沿革
- 2018年（平成30年）
  - 4月1日 - 開校。
  - 4月4日 - スクールバス通学開始に伴い、スクールバスの試走を行った。
  - 4月6日 - 最初の始業式挙行。
  - 4月7日 - 第1回入学式と開校記念式典挙行。
- 2019年（平成31年）
  - 3月19日 - 最初の修了式挙行。
  - 3月20日 - 第1回卒業式挙行。

## アクセス
- あねっこバス（予約制乗合タクシー）小岩井線で「小松」停留所下車後、学校正門まで、
  - 上り線（雫石駅行）のりばから、徒歩約300m・約5分。
  - 下り線（小岩井駅行）のりばから、徒歩約320m・約5分。
    - 利用の際は注意が必要。詳細については｢あねっこバス#利用情報｣を参照。
- 東日本旅客鉄道（JR東日本）田沢湖線（秋田新幹線）雫石駅から、
  - 上述のあねっこバス下り線に乗車し34分、「小松」停留所下車後、徒歩。
    - なお、あねっこバス下り線は、谷地・長沼経由となる為、「小松」停留所までは遠廻りとなる。

  - 車で約3.8km・約7分。
- 東日本旅客鉄道（JR東日本）田沢湖線小岩井駅から、あねっこバス上り線に乗車し13分、「小松」停留所下車後、徒歩。
- 雫石町役場から、車で3km・約6分。
- 東北自動車道盛岡ICから、約13.6km・約26分。

## 周辺
- 下長山学童なかよしクラブ - 同一敷地内
- 岩手県道212号雫石東八幡平線